# Bourdieu fogyasztáselmélete
A fogyasztás a társadalmi osztály kontextusában. Pierre Bourdieu és Georg Simmel fogyasztáselmélete
Wessely Anna szerkesztésében jelent meg a Kultúra szociológiája című tanulmánykötet. A kultúra szociológiai tanulmányozása címmel írt előszavában Wessely áttekinti a szociológiai kultúrakutatás legfontosabb állomásait. A kortárs szociológusok közül Pierre Bourdieu életművét is kiemeli, mely kiterjed a kultúra szociológiai vizsgálatának valamennyi területére. Bourdieu az ítélőerő társadalmi kritikájának megalkotását célzó munkájában saját adatfelvételeiből és más felmérések adatainak másodelemzéséből első lépésben megszerkesztette az ételekre, az öltözködésre, a testápolásra, a zenére vonatkozó preferenciák terét, majd feltételezte, hogy a bennük tapasztalt megoszlások hozzárendelhetők osztályspecifikus életstílusokhoz. Ezeket a kategóriákat tagjaik tőketulajdona jellemzi. Bourdieu tőkének nevez minden valamilyen érvényesülési piacon értékesíthető tulajdont vagy képességet, s az érvényesülés tereit erőtereknek nevezi. A legfontosabb tőkefajták: a gazdasági tőke, a hatalmi pozíciót képviselő politikai tőke, a mozgósítható társas kapcsolatokat átfogó társadalmi tőke és a kulturális beavatottságot jelző kulturális tőke.

## Bourdieu és Simmel munkássága
Bourdieu egyik hipotézise, hogy a kulturális tagolódás az osztálytagolódás függvénye. Másik fontos megállapítása, hogy minél jobban csökkennek a jövedelmi különbségek a jóléti társadalom többségét tekintve, annál fontosabbá válik a kulturális különbségek kidolgozása és hangsúlyozása, hogy a társadalmi egyenlőtlenségi rendszer újratermelődjön. Elemzésének végkicsengése, hogy az életstílus csoportok újra jelentőssé válnak a fejlett társadalom struktúrájában.
A test társadalmi észleléséről írt tanulmányában Bourdieu azt írja, hogy a személyiség valamennyi megnyilvánulása közül a test fejezi ki a legadekvátabban a személyiség természetét. A test nyelvként viselkedik. Ez a nyelv nem választható el a társadalmi hovatartozás természetessé tett, legitimizált nyelvétől. A jelek nem pusztán fizikai jelzések, hanem kulturális előállítású megkülönböztetések. A saját testünkről kialakított társadalmi képet a társadalmi osztályozási rendszer alkalmazása révén nyerjük. A feszélyezettség vagy fesztelenség egyenlőtlen megoszlásban jut ki az osztályok tagjainak. Az egyének felismerik az elfogadott külalakról és magaviseletről alkotott képzetet, de egyenlőtlen mértékben rendelkeznek a megvalósításhoz szükséges eszközökkel.
Ehhez a feltevéshez kapcsolható Georg Simmel Divat című tanulmányában  megfogalmazott gondolat, amelyet a huszadik század elején vetett papírra. A divat egy adott minta utánzása, amely kielégíti a társadalmi alkalmazkodás igényét. Arra az útra vezérel, amelyen a többi ember is jár, egy olyan általánoshoz segít, amelynek fényénél az egyén viselkedése puszta példa. (követek valamit, tehát nem kell felelősséget vállalnom érte). Ugyanakkor a divat a különbözőség igényének is eleget tesz, változnak a tartalmak, a mai divat a tegnapival és a holnapival szemben egyéni színezetet kölcsönöz. S mindezeken túl figyelembe kell vennünk, hogy a divatok osztályok divatjai, a felső rétegek divatja különbözik az alsó rétegekétől, s az előbbiek abban a pillanatban elhagyják, mihelyt az utóbbiak megkezdik elsajátítását. „Talán semmi sem támasztja alá erőteljesebben azt a tényt, hogy a divat tisztán társadalmi, vagy egyúttal formálisan pszichológiai igények terméke, mint az, hogy tárgyi, esztétikai vagy egyéb célszerűségi viszonyok esetén számtalan esetben semmi alapunk nincs létrejöttét feltételezni.”  Tehát, bizonyos szempontból a divat létrejötte önkényes. Része lesz a gazdaság objektív munkarendjének. Egy használati cikk nem később válik divattá, inkább a tárgyak már azzal a céllal születnek, hogy divatot teremtsenek. A divat gyakran közömbös tárgyainak jelentése iránt, s határozottan a társadalmi termelés gazdasági képződményévé válik. „Mikor a divat állandóan átalakítja a társadalmi formát, az öltözködést, az esztétikai ítéleteket, az egész stílust, amelyen keresztül az emberek kifejezik magukat, akkor maga a divat, azaz a legújabb divat egészen csak a felső rétegek sajátja lesz, s amint az alsó rétegek is megkezdik a divat elsajátítását, […] a felső rétegek elfordulnak ettől a divattól egy újabb felé, ezáltal ismét elkülönülnek a tömegektől.”
Simmel és Bourdieu elméletei közel állnak egymáshoz, mindketten azt emelik ki, hogy a fogyasztás és társadalmi szerveződés összefüggései a társadalmi osztály kontextusában keresendők. Bourdieu azt állítja, hogy az osztályszerkezet fennmaradása nem egyszerűen a társadalmi és gazdasági tényekből következik, hanem sokkal inkább azok szimbolikus, kulturális szinten történő újratermelődéséből, elsősorban a fogyasztáson keresztül megjelenő ízlés által.
Simányi Bourdieu ítélőerőről szóló művének alapkutatásáról is szól cikkében. A több, mint ezer fős mintából álló kérdőíves kutatás, elsősorban stílus és ízlésbeli kérdések feltárására irányult. (Például, hogy milyen stílusú bútort vennének, milyen hangulatú lakásban élnének, kik a kedvenc íróik, festőik, stb.)  Bourdieu ma már inkább fogyasztáselméletként kezelt ízléselmélete szerint az emberek életkörülményeiket megszokás útján internalizálják, s ez beépül gondolkodásukba. Az internalizált, objektív helyzetet Bourdieu habitusnak nevezi. A habitus várakozási-, észlelési-, gondolkodásbeli sémákat jelent, amelyek befolyásolják az embereket döntéseikben. Így azok bár szabadok, a habitus meghatározza az alternatívákat. A habitus egyik legfontosabb megjelenési terepe az ízlés. A habitust az objektív létfeltételek (osztályhelyzet) alakítja ki, de egyúttal meghatározza az egyének viselkedését, befolyásolja, hogy hogyan észlelik a világot. 	Az ízlést mégis magánügynek tartjuk, amelyről az egyén szabadon dönt, így az embereket ízlésdöntéseik alapján soroljuk be. Bár az ízlésbeli különbségek az osztályhelyzetből adódó objektív különbségekből erednek, mégis úgy észleljük őket, mintha belső tulajdonságok lennének. Az is mondhatnánk, hogy az ízlés a körbe való bejutást lehetővé tevő jelszó. A kör tagjai e jelszó ismeretét, mint saját kiválóságuk bizonyítékát kezelik, a jelszó ismeretének hiányát pedig a kívülállók rossz ízlésének, belső hibájának vélik. Bourdieu szerint az ízlés révén az osztályhelyzettel járó objektív körülmények szimbolikusan termelődnek újra, így fenntartva az osztályok rendszerét.
Elméletét kritizálják, akik úgy vélik, hogy a fenti tétel az egyéni döntési teret beszűkíti az objektív létfeltételek alkotta habitus kategóriájába. Kritika tárgya, hogy Bourdieu az osztályhelyzetet tette fő elemmé munkájában, mely napjainkban, a szubkultúrák és alternatív ízléskultúrák világában egyre kevésbé releváns. Vannak társadalmak, ahol az osztályhierarchiát kevésbé lehet felfedezni, ahol befelé forduló szubkultúrákat találunk, akik nem vesznek egymásról tudomást. Számos kutatás és elmélet szerint pontosan ilyen irányba mutató változásoknak vagyunk tanúi a nyugati társadalomszerkezetben. A végzettség, a foglalkozás, a jövedelem kategóriáin alapuló osztály fogalma már nem magyarázza a fogyasztói mintákat. Az emberek inkább értékeik, véleményük, életszemléletük szerint alakuló fogyasztási csoportokba sorolhatók. A megnövekedett szabadidő, a jobb életfeltételek hatására a társadalomszerkezetet nem lehet egyenesen levezetni a foglalkozási csoportokból, sokkal jellemzőbbek a fogyasztáson alapuló életstíluscsoportok. Schulze miliőetnocentrizmusnak nevezi azt a jelenséget, hogy a különböző ízléscsoportok úgy élnek egymás mellett, hogy gondolkodásukból hiányzik az egymásra vonatkozás.  Új életstílus csoportok saját fogyasztási normákkal rendelkeznek, akik nem figyelnek a másik csoportra. Eltűnnek az egész társadalmat átívelő közösségek, a referenciacsoportok és a viszonyítási pontok csak jóval szűkebb szubkultúrára terjednek ki.